# Municipio de Santa Ana Ateixtlahuaca
El municipio de Santa Ana Ateixtlahuaca es uno de los 570 municipios del estado mexicano de Oaxaca. Su cabecera es la localidad de Santa Ana Ateixtlahuaca.

## Geografía
El municipio de Santa Ana Ateixtlahuaca colinda al norte con el estado de Puebla, al este con el municipio de Eloxochitlán de Flores Magón, al sur con el municipio de San Pedro Ocopetatillo, y al oeste con el municipio de San Lorenzo Cuaunecuiltitla.

## Localidades
El municipio de Santa Ana Ateixtlahuaca cuenta con cinco localidades.
| Localidad               | Población (2020) |
| ----------------------- | ---------------- |
| Santa Ana Ateixtlahuaca | 346              |
| Tierra Abajo            | 93               |
| La Corneta              | 24               |

## Gobierno
El municipio de Santa Ana Ateixtlahuaca se rige mediante el sistema de usos y costumbres.
| Presidente municipal        | Periodo   |
| --------------------------- | --------- |
| Carlos Gamboa Peralta       | 1996-1998 |
| Meliton Pérez Cataneo       | 1999-2001 |
| Francisco Enríquez Pérez    | 2002-2004 |
| Guadalupe Roque             | 2005-2007 |
| Juan Peralta                | 2008-2010 |
| Eucario Domínguez Galván    | 2011-2013 |
| Alvino Hernández Palancarez | 2013-2016 |
| Bonifacio Carrillo          | 2017-2019 |
| Guadalupe Domínguez Galván  | 2020-2022 |
| Alejandro Gabino Daza López | 2023-2025 |